# چاک پالانیک
چارلز مایکل «چاک» پالانیک (به انگلیسی: Charles Michael "Chuck" Palahniuk)، (زاده ۲۱ فوریه ۱۹۶۲) نویسنده و مقاله‌نویس معروف آمریکایی است. او پس از انتشار رمان باشگاه مبارزه در سال ۱۹۹۶ که کارگردان معروف دیوید فینچر بر اساس آن فیلمی با همین نام را ساخت، شهرت یافت. محل زندگی او پورتلند، اورگن واشنگتن است.

## آثار
آثار وی به دو دستهٔ تخیلی و غیرتخیلی تقسیم می‌شوند. تا کنون بر اساس دو اثر از آثار او (باشگاه مبارزه و خفقان) فیلم ساخته شده است.
در ۹ مارس ۲۰۱۰ مقاله‌ای به قلم او تحت عنوان مانند روزهای آخر عمرت زندگی کن در پایگاه اینترنتی Men's health (سلامت مردان) منتشر شد.

### تخیلی
آثار تخیلی وی عبارت‌اند از:
- بی‌خوابی: اگر با ما زندگی می‌کردی، الان در خانه‌ات می‌بودی (۱۹۹۰)Insomnia: If You Lived Here, You'd Be Home Already)
- باشگاه مبارزه (۱۹۹۶) (Fight Club)
- بازمانده (۱۹۹۹)
- هیولاهای نامرئی (Invisible Monsters) (۱۹۹۹)
- خفقان (Choke) (۲۰۰۱)
- لالایی (Lullaby) (۲۰۰۲)
- دفترچهٔ خاطرات (Diary) (۲۰۰۳)
- جن‌زده (Haunted) (۲۰۰۵)
- رنت (۲۰۰۷)
- اسناف[۳](Snuff) (۲۰۰۸)
- کوتوله (Pygmy) (۲۰۰۹)
- معترف (Tell-All) (۲۰۱۰)
- ملعون (Damned) (۲۰۱۱)
- محکوم (۲۰۱۳) (Doomed)
- توی زیبا (۲۰۱۴) (Beautiful You)
- یک چیزی از خودت در بیار (۲۰۱۵) (Make Something Up)

### غیرتخیلی
آثار غیرتخیلی وی عبارتند از:
- فراری‌ها و پناهندگان (Fugitives and Refugees: A Walk in Portland, Oregon) (۲۰۰۳)
- عجیب‌تر از خیال: داستان‌های واقعی (Stranger Than Fiction: True Stories) (۲۰۰۴)

## جایزه‌ها
- در سال ۱۹۹۷ رمان باشگاه مبارزه او جایزهٔ Pacific Northwest Booksellers Association و Oregon Book Award برای بهترین رمان را برد.
- در سال ۲۰۰۳ رمان لالایی او جایزهٔ Pacific Northwest Booksellers Association را برد.

## پیوندهای وابسته
- باشگاه مبارزه (رمان)
- باشگاه مبارزه (فیلم)